# Мойсей (поема)
«Мойсе́й» — поема українського письменника Івана Франка 1905 року. Це глибокий філософський твір про майбутнє українського народу, про взаємини вождя i народу в процесі наполегливого шукання «обітованої землі», про майбутні сили мас, здатних висунути зі свого середовища в процесі революційного руху проводирів, що приведуть до перемоги.

## Історія написання
У 1904 р. Франко побував у Італії, де його вразив шедевр Мікеланджело — скульптура Мойсей. Це стало своєрідним поштовхом для написання поеми.
Писав свій твір Франко протягом січня-липня 1905 р. Пролог був написаний аж тоді, коли поему зверстали. А ідейним поштовхом до написання прологу були революційні події 1905 р. в Росії та в Україні. Франко сподівався, що революція нарешті принесе визволення українському народові. Письменника особливо хвилювало питання взаємин широких мас з тими політичними силами, які могли б очолити їхні виступи.

## Жанр
За жанром «Мойсей» — філософська поема, яка складається з прологу і 20 пісень (роздумів). Поштовхом до створення образу Мойсея була скульптура Мікеланджело — образ біблійного Мойсея, яку побачив І.Франко, перебуваючи в 1904 р. в Італії.

## Тема поеми
На матеріалі біблійного сюжету показати конфлікт вождя з народом. «Основною темою я зробив смерть Мойсея як пророка, непризнаного своїм народом. Ся поема в такій формі не біблійна, а моя власна, хоч і основана на біблійнім оповіданні».

## Ідея твору
Засудження зради національних інтересів та проголошення ідей служіння рідному народові.

## Сюжет
В основу поеми Франко поклав біблійний сюжет. Він не переспівує біблійної історії, а використовує лише один її фрагмент: поет вперше ставить своїх героїв перед очі читачеві вже після сорока років їх блукання пустелею, у той момент, коли ізраїльтяни на чолі з Мойсеєм наблизилися до обіцяної їм землі в Палестині. Саме тепер Мойсей поступово втрачає авторитет: народ нарікає й бунтує і забуває про Божі заповіді та обіцянки. Але зі смертю Мойсея не вмерли його ідеї та наміри: Єгошуа продовжує справу пророка і провадить ізраїльтян до обіцяної землі.
Наприкінці поеми Франко висловлює надію, що українців, так само як євреїв Мойсей, поведе новий молодий лідер.

## Проблематика
1. стосунки народу та вождя;
2. зневіра в собі;
3. сутність справжнього лідера;
4. конфлікт поколінь, рабської свідомості;
5. невміння згуртуватися → відсутність власної державності.

Франко проводить паралелі між євреями, які 40 років шукають землю обітовану, та українцями, які протягом своєї історії не можуть сформувати незалежну державу.

## Особливості написання
Вступ написано терцинами, які вперше застосував Данте в своїй «Божественній комедії». Перший рядок в терцині римується з третім, а середній — з першим і третім рядком наступної строфи.
"Народе мій, замучений, розбитий, 

Мов паралітик той на роздорожжу, 

Людським презирством, ніби струпом, вкритий!

Твоїм будущим душу я тривожу, 

Від сорому, який нащадків пізних

Палитиме, заснути я не можу".
Виникає своєрідний ланцюг рим: аба, бвб, вгв.

## Адаптація
«Мойсей» — драматична ораторія для хору, оркестру та солістів композитора Мирослава Волинського. 
«Мойсей» — опера Мирослава Скорика на дві дії, лібрето Богдана Стельмаха та Мирослава Скорика. Прем'єра — 23 червня 2001 року (Львівський національний академічний театр опери і балету імені Соломії Крушельницької).

## Характеристика

### Тарас Франко
«Три є головні стовпи поетичної творчості І.Франка: „Лис Микита“ — розумна голова, „Зів'яле листя“ — песимізм молодечого віку по зазнаній невдачі, і „Мойсей“ — „та прийде час“… І важко сказати, котрий з цих творів найбільший. „Зів'яле листя“ — найориґінальніше, „Мойсей“ — без сумніву найвеличніший, але ж „Лис Микита“ — найпопулярніший і щодо свого значіння найважніший» .

## Прижиттєві видання
- 1905 р. Перше видання. Іван Франко. Мойсей. Поема. Львів. Накладом автора, 1905, 102 с. В журн. «Літературно-науковий вісник» за липень місяць опубліковано «Притчу про терен» з підзаголовком: "Уривок із поеми «Мойсей» — п'ятий розділ поеми без першої строфи.[3]
- 1913 р. Друге видання. Іван Франко. Мойсей. Поема. Друге видання з передмовою. Львів 1913, 63 с. У передмові Франко дає ключ до розуміння свого твору, розкриває джерела, якими він користувався при написанні поеми. На основі цієї передмови письменник зробив варіанти передмов до польського та російського перекладів твору.[3]
- 1916 р. Третє видання. Іван Франко. Мойсей. Поема. 3-тє видання. К., 1916, 56 с. Третє видання поеми спотворене царською цензурою. Франко не брав участі у підготовці цього видання.[3]